# Freie-Partie-Europameisterschaft 1954

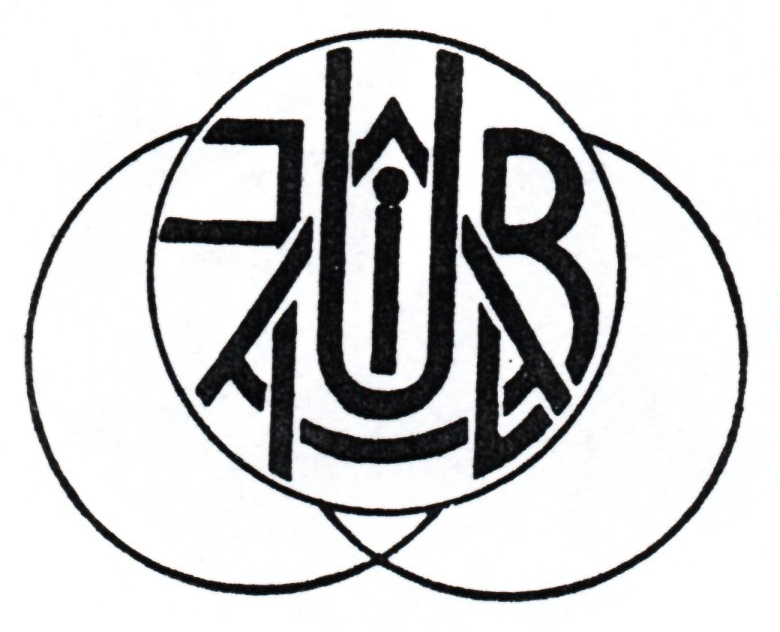
Logo UIFAB (ausrichtender Verband)

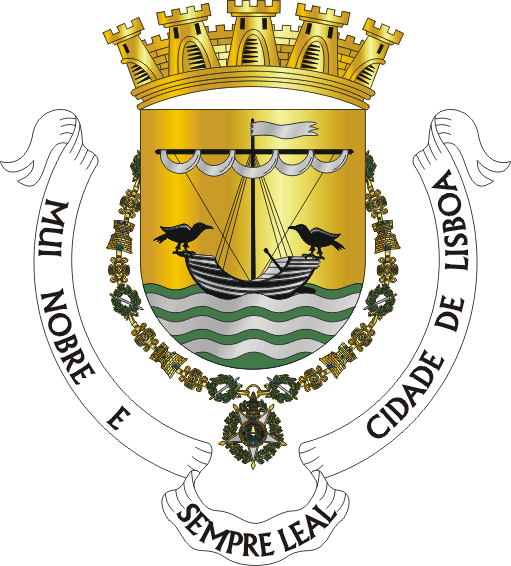
Veranstaltungsort: Lissabon

Die Freie-Partie-Europameisterschaft 1954 war das 5. Turnier in dieser Disziplin des Karambolagebillards und fand vom 18. bis zum 22. Februar 1954 in Lissabon statt. Es war die erste Freie-Partie-Europameisterschaft in Portugal.

## Geschichte
Nach diversen Problemen im Vorfeld dieser Meisterschaft, die ursprünglich mit elf Teilnehmern ausgetragen werden sollte, starteten dann acht Teilnehmer. Der deutsche Vize-Meister Siegfried Spielmann und andere waren umsonst nach Lissabon gereist. Unverständlich war das zwei spanische Akteure teilnehmen konnten. Neuer Europameister wurde dann der Belgier Joseph Vervest vor dem Spanier Joaquín Domingo. Der dreifache Europameister Clement van Hassel wurde Dritter vor dem deutschen Meister Ernst Rudolph aus Köln.

## Modus
Gespielt wurde in einer Finalrunde „Jeder gegen Jeden“ bis 500 Punkte.
1. MP = Matchpunkte
2. GD = Generaldurchschnitt
3. HS = Höchstserie

## Abschlusstabelle
| MP    | Match Points (Sieger = 2; Unentschieden = 1; Verlierer = 0) |
| Pkte. | Erzielte Karambolagen                                       |
| Aufn. | Benötigte Versuche                                          |
| GD    | Generaldurchschnitt                                         |
| BED   | Bester Einzeldurchschnitt eines Spielers                    |
| HS    | Höchstserie                                                 |
|       | Bester GD des Turniers                                      |
|       | Bester ED des Turniers                                      |
|       | Beste HS des Turniers                                       |
|       | 1. Platz (Gold)                                             |
|       | 2. Platz (Silber)                                           |
|       | 3. Platz (Bronze)                                           |

| Platz                      | Name               | MP   | Pkte | Aufn. | GD    | BED    | HS  |
| -------------------------- | ------------------ | ---- | ---- | ----- | ----- | ------ | --- |
| 1                          | Joseph Vervest     | 14:2 | 3704 | 56    | 66,14 | 250,00 | 489 |
| 2                          | Joaquín Domingo    | 12:4 | 3515 | 44    | 79,88 | 166,66 | 447 |
| 3                          | Clement van Hassel | 11:5 | 3192 | 68    | 46,94 | 166,66 | 495 |
| 4                          | Ernst Rudolph      | 10:6 | 2846 | 79    | 36,02 | 83,33  | 280 |
| 5                          | Jean Galmiche      | 8:8  | 3018 | 65    | 46,43 | 83,33  | 447 |
| 6                          | Alfredo Ferraz     | 7:9  | 3022 | 71    | 42,56 | 125,00 | 499 |
| 7                          | Rafael Garcia      | 6:10 | 2228 | 56    | 40,85 | 250,00 | 490 |
| 8                          | Jorge Pinto        | 4:12 | 1951 | 69    | 28,27 | 29,41  | 283 |
| 9                          | Gastone Molo       | 0:16 | 591  | 88    | 6,71  | –      | 76  |
| Turnierdurchschnitt: 40,48 |                    |      |      |       |       |        |     |